# IC 1442
IC 1442 ist ein relativ junger offener Sternhaufen vom Trumpler-Typ II2m im Sternbild Lacerta, der eine scheinbare Helligkeit von +9,1 mag hat. Er enthält mindestens 263 Sterne zwischen 11. und 18. Größenklasse und hat einen Durchmesser von 19 Bogenminuten. IC 1442 ist 2857 ± 708 Parsec bzw. 9314 ± 2308 Lichtjahre entfernt. Das Objekt wurde im September 1893 von Thomas Espin entdeckt.